# Onagrodes obscurata
Onagrodes obscurata är en fjärilsart som beskrevs av W. Warren 1896. Onagrodes obscurata ingår i släktet Onagrodes och familjen mätare. Inga underarter finns listade i Catalogue of Life.